# ماسکولار
ماسکولار با کد DS-200B برنامه نظارت بر اینترنت است که ستاد ارتباطات دولت بریتانیا و آژانس امنیت ملی ایالات متحده آمریکا با همکاری یکدیگر اداره می‌کنند. اما ستاد ارتباطات دولت، اجرا کننده اصلی آن است. وجود این برنامه در ژوئن ۲۰۱۳ توسط ادوارد اسنودن فاش شد. با این برنامه، ستاد ارتباطات دولت و آژانس امنیت ملی به‌طور پنهانی به پیوندهای ارتباطی اصلی مراکز داده یاهو! و گوگل نفوذ می‌کنند. اطلاعات مهم‌تر دربارهٔ این برنامه، در اواخر اکتبر ۲۰۱۳ منتشر شد.

## نگاه کلی
ماسکولار یکی از دستکم ۴ برنامه دیگری است که به شرکت همکار مورد اعتماد، وابسته است. به مجموعه این برنامه‌ها ویندستاپ گفته می‌شود. در یک دوره ۳۰ روزه از دسامبر ۲۰۱۲ تا ژانویه ۲۰۱۳ ماسکولار ۱۸۱ میلیون داده ترافیک اینترنتی را برداشت کرده‌است. اگرچه در سایه برنامه (تاکنون شناخته شده) دیگر ویندستاپ به نام «اینسنسر» با کد DS-300 قرار می‌گیرد که در همان بازه زمانی، بیش از ۱۴ میلیارد داده برداشت کرده‌است.

## شیوه کار
بر پایه اسناد فاش شده، اداره دریافت‌کننده داده آژانس امنیت ملی، میلیون‌ها داده را که هر روز از شبکه‌های داخلی یاهو! و گوگل دریافت می‌کند به پایگاه داده ستاد آژانس در فورت جورج جی. مید، مریلند می‌فرستد. این برنامه در یک نقطه دسترسی با کد DS-200B در خارج از آمریکا کار می‌کند و برای دسترسی پنهانی آژانس امنیت ملی و ستاد ارتباطات دولت به یک اپراتور مخابراتی خودکار وابسته است.
بر پایه واشینگتن پست، در مقایسه با بیشتر شناخته شده پریزم، ماسکولار بیش از دو برابر، داده ("انتخاب‌گر" در اصطلاح آژانس امنیت ملی) گردآوری می‌کند. برعکس پریزم، ماسکولار نیازی به حکم دادگاه نظارت بر اطلاعات خارجی یا مانند آن ندارد. 
به خاطر حجم زیاد داده گردآوری شده، ماسکولار، چالش ویژه‌ای برای عملیات منبع ویژه ایجاد کرده‌است. برای نمونه، هنگامی که یاهو! تصمیم به جابجایی بخش زیادی از سرور ایمیل‌ها بین مراکز داده خود گرفت پایگاه داده پین‌ویل آژانس امنیت ملی (پایگاه داده اصلی برای واکاوی اینترنت) به سرعت از این داده بدست آمده از ماسکولار، اشباع شد.
برنامه‌های بسیار نزدیک به هم اینسنسر و تورمویل هستند. تورمویل که آژانس امنیت ملی، آنرا مدیریت می‌کند سامانه‌ای برای پردازش داده گردآوری شده از ماسکولار است.
بر پایه یک یادداشت حاشیه‌ای در پرونده معرفی ماسکولار، بهره‌برداری از داده (دست کم در هنگام افشا) به این واقعیت، وابسته است که داده، درون گوگل کلاود به شکل رمزنگاری نشده، منتقل می‌شود و سرورهای خط مقدم گوگل "Google Front End Servers" داده را رمزگشایی کرده و درهنگام فرستادن/دریافت داده به/از سرورهای خارج از خود، دوباره به آن پروتکل SSL را می‌افزاید. بر پایه واشینگتن‌پست: "هنگامیکه دو مهندسی که همکاری نزدیکی با گوگل داشتند نقشه‌های این کار را دیدند به شدت مورد توهین و توبیخ قرار گرفتند." پس از آنکه اطلاعات ماسکولار منتشر شد گوگل اعلام کرد که در حال کار روی رمزنگاری اطلاعات بین مراکز داده خود بوده‌است.

## واکنش‌ها و اقدام‌های متقابل
در نوامبر ۲۰۱۳ گوگل اعلام کرد که دارد ارتباط بین مراکز داده خود را رمزنگاری می‌کند. در میانه نوامبر ۲۰۱۳ یاهو! نیز چنین برنامه‌ای را اعلام کرد.
در دسامبر ۲۰۱۳ مایکروسافت نیز چنین چیزی را اعلام کرد. این شرکت، در بیانیه خود از گزاره "تهدید همیشگی پیشرفته " استفاده کرد که بلافاصله از سوی رسانه‌ها به مقایسه آژانس امنیت ملی آمریکا با رخنه‌گرهای استخدام شده دولت چین تعبیر شد. (بیانیه مایکروسافت را بالاترین نماینده حقوقی آن شرکت، امضا کرده بود).

## نگارخانه

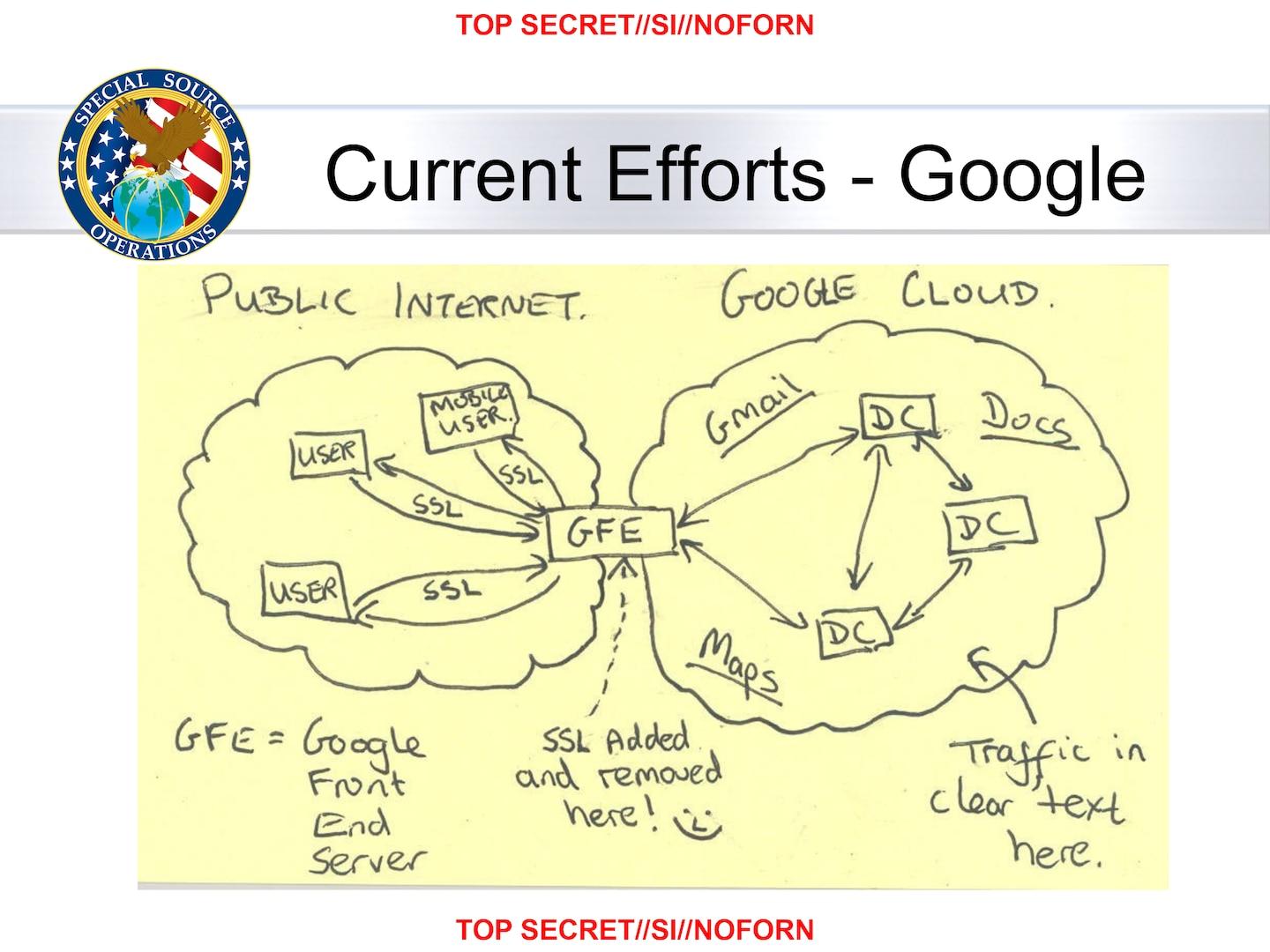
ایده اصلی ماسکولار برای نفوذ در ابرهای اطلاعاتی یا کلود بدون مجوز
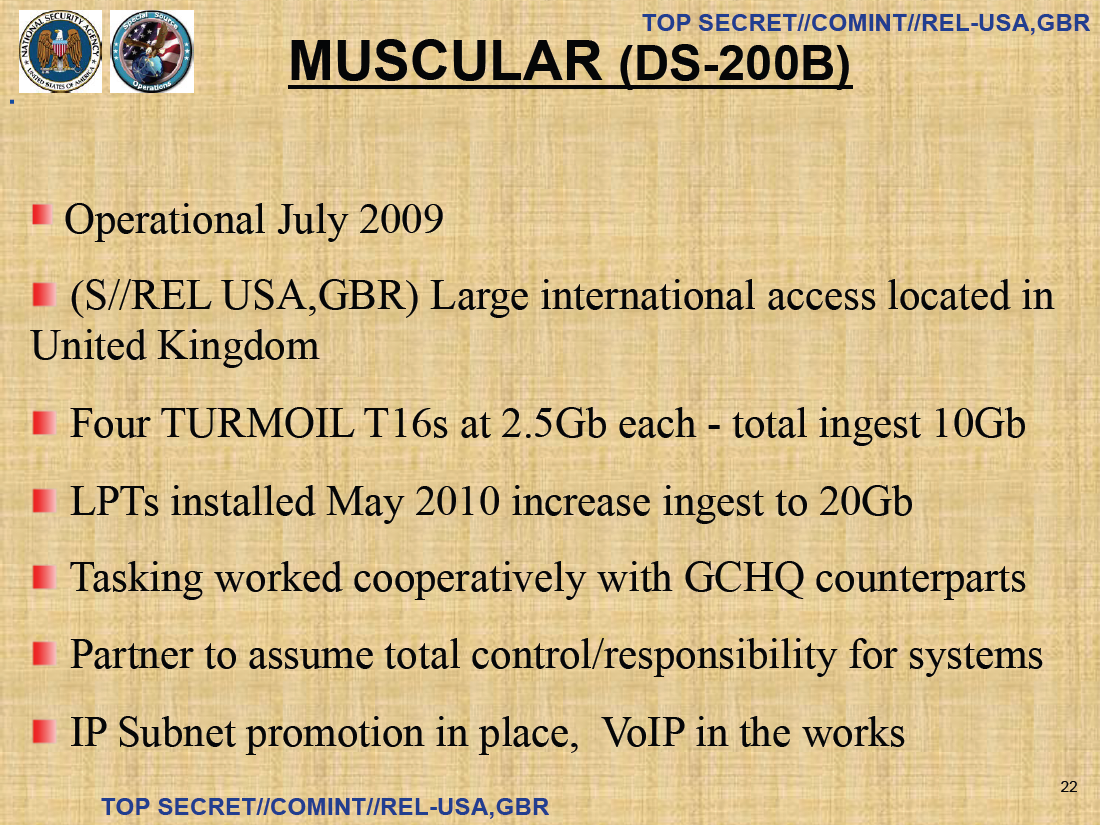
اسلایدی از پرونده معرفی عملیات منبع ویژه با جزئیات ماسکولار
- به‌روزرسانی ماسکولار در داخل عملیات منبع ویژه، مشکل، جابجایی سرور ایمیل‌ها بین مراکز داده یاهو! است که نیاز به کنترل سرعت گردآوری داده دارد.